# Labial
Ein Labial, Labiallaut oder eine Labialis (von lateinisch labialis, von labium „Lippe“) – deutsch Lippenlaut – ist in der Phonetik ein Laut, an dessen Artikulation primär die Lippen beteiligt sind. Es gibt labiodentale Laute (Artikulationsort ist der Kontakt zwischen Unterlippe und den Zähnen des Oberkiefers), labio-labiale (bilabiale) Laute, an deren Bildung Ober- und Unterlippe beteiligt sind sowie apiko-labiale Laute. Apiko-labiale Laute gibt es in einigen kaukasischen Sprachen. Hierbei ist der Artikulator die Zungenspitze (Apex) und die Artikulationsstelle die Oberlippe.

Labialer Artikulationsort

Sagittalebene der menschlichen Mundhöhle, Oropharynx und Larynopharynx. Artikulationsorte (aktiv und passiv):
1 exolabial (äußerer Teil der Lippe)
2 endolabial (innerer Teil der Lippe)
3 dental (Zähne)
4 alveolar (vorderer Teil des Zahndamms)
5 postalveolar (hinterer Teil des Zahndamms und ein wenig dahinter)
6 präpalatal (vorderer Teil des harten Gaumens)
7 palatal (harter Gaumen)
8 velar (weicher Gaumen)
9 uvular (auch postvelar; Gaumenzäpfchen)
10 pharyngal (Rachen)
11 glottal (auch laryngal; Stimmbänder)
12 epiglottal (Kehldeckel)
13 radikal (Zungenwurzel)
14 posterodorsal (hinterer Teil der Zunge)
15 anterodorsal (vorderer Teil der Zunge)
16 laminal (Zungenblatt)
17 apikal (Zungenspitze)
18 sublaminal (auch subapical; Unterseite der Zunge)

## Adjektiv
In der Zahnmedizin beschreibt das Adjektiv labial die an der Lippe liegende Zahnfläche, siehe Lage- und Richtungsbezeichnungen an den Zähnen.